# Автобусна катастрофа біля Ямбола (2009)
Автобусна катастрофа біля Ямбола (болг. Автобусна катастрофа край Ямбол) — дорожньо-транспортна пригода, що трапилася 28 травня 2009 року на південному сході Болгарії поблизу Ямбола. Внаслідок неї загинуло 18 осіб, а близько 20 дістали травми. Серед поранених був і водій, який під час десятирічного позбавлення волі помер у в'язниці.

## Зіткнення
Жертви піднімалися на гору Бакаджик, щоб відвідати традиційні на Вознесіння («Спасовдень») свято і ярмарок, що проводилися на вершині. Близько 9:15 за місцевим часом автобус «Чавдар-11M4» комерційного перевізника з Ямбола MCI Slavi Slavov урізався в гурт пішоходів, спускаючись після екскурсії до розташованої на вершечку церкви пам'яті Олександра Невського. 
Попри те, що автобус 12 травня було визнано придатним до експлуатації, дехто припускає, що причиною аварії могла бути несправність гальм. Іншими чинниками, які сприяли трагедії, були вузька дорога, висока швидкість і вологий асфальт. Водій, 60-річний Господин Господинов, був тверезий. Він дістав тяжкі ушкодження та проходив лікування в лікарні Пирогова, Софія.
Одним із потерпілих був 16-річний хлопець, хоча більшість була віком понад 60 років. Тринадцять загиблих були жінками і п'ятеро — чоловіками. Всі були з Ямбола або сусідніх сіл. Двадцятеро людей дістало ушкодження, при чому четверо спочатку перебували у важкому стані через травму голови.

## Реакція на трагедію
29 травня того року в Болгарії оголосили день жалоби. Політичні партії на наступні кілька днів зупинили свої кампанії перед виборами депутатів до Європейського парламенту від Болгарії. Народні збори Болгарії зустріли цю новину хвилиною мовчання. Президент Георгій Парванов і прем'єр-міністр Сергій Станішев внесли зміни у свої робочі графіки та відвідали місце нещасного випадку, повідомили в їхніх офісах.

## Розслідування
Перевірка після ДТП виявила, що автобус мав численні технічні недоліки. Його гальма забезпечували лише 23% гальмівного зусилля, і було встановлено, що для ремонту автобуса використовувалися цвяхи, дріт і монета.
2012 року водій автобуса Господинов Господинов і власник цього транспортного засобу Славі Славов були засуджені на десять років позбавлення волі. Господинов помер у тюрмі через кілька місяців, а Славов переховувався від правосуддя до затримання в січні 2018 року. Майстерня, яка визнала автобус придатним до експлуатації, не зазнала жодних правових наслідків.